# Желизко, Иван Тарасович
Ива́н Тара́сович Жели́зко (укр. Іван Тарасович Желізко; род. 12 февраля 2001, Львов) — украинский футболист, полузащитник гданьской «Лехии».

## Карьера

### «Карвина»

#### Начало карьеры
Воспитанник футбольной академии львовского клуба «Карпаты». На протяжении нескольких лет выступал в юношеском первенстве Львовской области и в детско-юношеской футбольный лиге. В июле 2017 года футболист перешёл в юношескую команду до 19 лет, а через год уже представлял молодёжную команду. В августе 2019 года футболист перешёл в чешский клуб «Карвина», где отправился в команду до 19 лет. Однако также начал привлекаться к тренировкам с основной командой. Дебютировал за основную команду 25 сентября 2019 года в матче Кубка Чехии против клуба «Виктория Жижков». В чешском чемпионате футболист дебютировал 14 декабря 2019 года в матче против клуба «Слован». Позже за сезон футболист ещё дважды сыграл за клуб, оставаясь игроком молодёжного состава. В августе 2020 года перешёл во вторую команду клуба. В январе 2021 года стал тренироваться с основной командой.

#### Аренда в «Валмиеру»
В феврале 2021 года футболист на правах арендного соглашения отправился в годовую аренду в латвийскую «Валмиеру». Дебютировал за клуб футболист 14 марта 2021 года в матче против клуба РФС. Дебютный гол за клуб футболист забил 13 июня 2021 года в матче против клуба «Даугавпилс». В июле 2021 года вместе с клубом отправился на квалификационные матчи Лиги конференций УЕФА. Дебютировал на еврокубковом турнире футболист 8 июля 2021 года в матче против литовского клуба «Судува». Однако по сумме двух встреч литовский клуб оказался сильнее и прошёл в следующий раунд квалификаций. Футболист по ходу сезона закрепился в стартовом составе клуба, вместе с которым по итогу стал серебряным призёром Высшей Лиги. Всего в свой актив игрок записал 2 гола и 2 результативные передачи. По окончании срока арендного соглашения покинул клуб.

### «Валмиера»
В феврале 2022 года футболист на постоянной основе перешёл в латвийскую Валмиеру". Первый матч сыграл 12 марта 2022 года против клуба «Риги». Первым результативным действием футболист отличился 10 апреля 2022 года в матче против клуба «Ауда», отдав голевую передачу. В следующем матче 15 апреля 2022 года против клуба «Тукумс 2000» футболист забил свой первый в сезоне гол. В июле 2022 года футболист вместе с клубом отравился на квалификационные матчи Лиги конференций УЕФА. Первый матч сыграл 21 июля 2022 года против северомакедонского клуба «Шкендия». Однако затем по сумме двух матчей латвийский клуб оказался слабее. В матче 9 октября 2022 года против клуба «Метта» футболист забил свой первый дубль. Сам же футболист по ходу сезона стал ключевым игроком клуба, однако неоднократно пропускал игры из-за перебора предупреждений. По итогу сезона стал чемпионом латвийской Высшей Лиги. На свой счёт футболист записал 4 забитых гола и 5 результативные передачи во всех турнирах.
Первый матч в новом сезоне футболист сыграл 11 марта 2023 года против клуба РФС. Свой первый гол за клуб в новом сезоне футболист забил 4 мая 2023 года в матче против РФС. В июле 2023 года футболист вместе с клубом отправился на квалификационные матчи Лиги чемпионов УЕФА. Первый матч сыграл 11 июля 2023 года против словенской «Олимпии». В ответной встрече 19 июля 2023 года «Олимпия» оказалась по сумме матчей сильнее и футболист вместе с клубом выбыл в квалификации Лиги конференций УЕФА. Первый матч в рамках Лиги конференций УЕФА сыграл 25 июля 2023 года в матче против сан-маринского клуба «Тре Пенне», отличившись результативной передачей. За первую половину сезона футболист успел отличился забитым голом и 2 результативными передачами во всех турнирах

### «Лехия» Гданьск
В августе 2023 года появилась информация, что футболист стал игроком гданьской «Лехии». Вскоре футболист был официально представлен в польском клубе, с которым подписал четырёхлетнее соглашения. Сумма трансфера составила порядка 500 тысяч евро. Дебютировал за клуб футболист 4 августа 2023 года в матче против плоцкой «Вислы», выйдя на поле в стартовом составе. Дебютный гол за клуб футболист забил 3 сентября 2023 года в матче против клуба «Заглембе». В матче 5 ноября 2023 года против клуба «Тыхы» футболист отличился дублем из голевых передач. По итогу сезона футболист вместе с клубом стал победителем чемпионата, заработав прямое повышение в элитный дивизион. На протяжении сезона футболист выступал за клуб в роли одного из основных игроков, отличившись 3 забитыми голами и 2 голевыми передачами.
В июне 2025 года футболист приступил к подготовке к новому сезону с польским клубом. Первый матч в новом сезоне футболист сыграл 19 июля 2024 года против вроцлавского «Шлёнска», выйдя на поле в стартовом составе. В июле 2024 года футболист официально продлил контракт с польским клубом до конца июля 2028 года. В начале 2025 года футболист получил травму, выбыв до конца марта 2025 года. Первым в сезоне забитым голом за клуб футболист отличился 4 апреля 2025 года в матче против клуба «Видзев». По итогу сезона футболист вместе с клубом завершил чемпионат на итоговом четырнадцатом месте в турнирной таблице. На протяжении сезона футболист выступал за гданьский клуб в роли одного из основных игроков, отличившись 3 забитыми голами в рамках польского чемпионата.

## Международная карьера
В ноябре 2017 года вместе с юношеской сборной Украины до 17 лет отправился на квалификационные матчи юношеский чемпионат Европы до 17 лет. В мае 2018 года начал выступать в юношеской сборной Украины до 18 лет. В сентябре 2018 года начал представлять юношескую сборную Украины до 19 лет, вместе с которой в марте 2019 года отправился на квалификационные матчи юношеский чемпионат Европы до 19 лет.
В марте 2021 года футболист получил вызов в молодёжную сборную Украины. Дебютировал за сборную 24 марта 2021 года в товарищеском матче против Болгарии. В сентябре 2021 года вместе со сборной отправился на квалификационные матчи молодёжного чемпионата Европы. В сентябре 2022 года футболист вместе со сборной вышел в основной этап молодёжного чемпионата Европы.
В июне 2023 года футболист отправился на молодёжный чемпионат Европы. Первый матч на турнире сыграл 21 июня 2023 года против сборной Хорватии. Вместе со сборной досрочно вышел в стадию плей-офф, выиграв первые 2 матча на групповом этапе. В четвертьфинальном матче 2 июля 2023 года победили сборную Франции и вышли в полуфинал чемпионата. В полуфинальном матче 5 июля 2023 года футболист вместе со сборной уступил Испании и стал бронзовым призёром турнира.

## Достижения
Клубные
«Валмиера»
- Чемпион Латвии: 2022

«Лехия» Гданьск
- Победитель Первой лиги: 2023/24

Сборная Украины (до 21)
- Бронзовый призёр чемпионата Европы: 2023